# Jordan Fish
Jordan Fish (Inglaterra, 26 de junio de 1986) es un tecladista, conocido por haber sido integrante de la banda británica Bring Me The Horizon.
Antes de BMTH había sido tecladista de una banda llamada Worship, tiempo después ayudó a BMTH como un integrante temporal, hasta que se unió oficialmente en enero de 2013. El guitarrista Lee Malia dice que la influencia de Jordan en Sempiternal lo ayudó a estar más inspirado a la hora de escribir riffs. Está casado con Emma Fish y en 2016 nació su hijo Elliot George. Fue nominado al premio como mejor tecladista en la encuesta de lectores de Alternative Press 2013.

## Worship y BMTH
Anteriormente fue el tecladista de una banda inglesa llamada Worship. Luego se convirtió en músico de sesión de Bring Me the Horizon antes de convertirse en miembro de pleno derecho del grupo en enero de 2013.
El guitarrista principal Lee Malia creía que la influencia de Fish en el álbum Sempiternal de Bring Me the Horizon llevó a riffs de guitarra más inspirados.
Junto con Lee Malia , se le unen Oliver Sykes , Matt Kean y Matt Nicholls en Bring Me the Horizon.
El 22 de diciembre de 2023, la banda anunció que se separarían del teclista.

## Vida privada
Se casó con Emma Fish y dieron la bienvenida a un hijo llamado Eliot George Fish en 2016.
El 4 de febrero dio a conocer el nacimiento de su segunda hija llamada Eden Aria Elizabeth Fish, nacida el 31 de enero en 2019.

## Discográfica
Álbumes de estudio Con Bring Me the Horizon
- 2013: Sempiternal
- 2015: That's the Spirit
- 2019: Amo
- 2019: Music to Listen To... (EP)
- 2020: Post Human: Survival Horror (EP)
- 2023: Post Human: Nex Gen